# Иргизски район
Иргизски район (на казахски: Ырғыз ауданы) е съставна част на Актобенска област, Казахстан, с обща площ 41 930 км2 и население от 14 946 души (по приблизителна оценка към 1 януари 2020 г.).
Административен център е село Иргиз.